# 興梠裕子
興梠 裕子（こおろぎ ゆうこ、1984年10月8日 - ）は、元テレビ宮崎 (UMK) アナウンサー。宮崎県宮崎市出身、宮崎県立宮崎大宮高等学校、東京学芸大学卒。2007年にUMK入社。

## 経歴
東京学芸大学卒業後、UMKに入社。
赤間瞳がテレビ宮崎を退社した後を受け、2009年4月、地上デジタル放送推進大使に就任した。
2009年3月より、フジテレビ系列25局共同企画「エコ大使」に就任。
2015年3月テレビ宮崎を退社。
結婚、出産を経て現在は、CMや番組のナレーション等で活動中。

## 人物エピソード
- 人生の大半を宮崎市内で過ごしているが、両親の転勤で都城、福岡にも住んでいた。
- マルチーズの愛犬「ちいこ」(2009年逝去)と暮らしており、ブログにはかなりの頻度で登場していた。
- 首藤真吾・小西麻衣子は同期。
- 研修で上京した際、品川駅で東日本大震災に遭遇した事をブログで報告している。なお、同僚の高橋巨典・佐々木六華も都内へ出張中に遭遇した。

## 過去の担当番組
- UMKスーパーニューススポーツキャスター（2007年4月～）(2009年4月から月～水担当)
- HOT WAVE（2009年4月～2011年3月）
- UMKスーパーニュースメインキャスター（2011年4月～2012年3月）（木・金担当)
- ジャガジャガ天国
- U-doki
- UMK情報net3きゅう
- じゃがじゃがサタデー
- みやざきゲンキTV